# Jacques de Molay
Jacques Bernard de Molay (Molay, Franche-Comté, oko 1243. – Pariz, 18. ožujka 1314.), francuski templar i službeno posljednji Veliki majstor Reda siromašnih vitezova Krista i Salomonova hrama, to jest Templarskog Reda od otprilike 1293. godine do ukidanja reda.
Godine 1306. papa Klement V. (1305. – 1314.) pozvao je Molaya u Pariz da brani svoj red od optužbi što ih je protiv templara podignuo francuski kralj Filip IV. Lijepi (1285. – 1314.). Uhićen je 1307. godine, zajedno sa svim tempalarima u Francuskoj i pod torturom je priznao teške zločine za koje je templare i njega osobno optužio francuski kralj.
Budući da je Filip IV. nastavio i nakon objave Pape Klementa V. o ukidanju Templara 1312. godine ispitivati i mučiti zarobljenike, u ožujku 1314. na laganoj je vatri do smrti dao ispeći Jacquesa de Molaya, velikog meštra, i Geoffroia de Charnaya, zapovjednika križarskog samostana. Priča se da je veliki meštar osim kletve upućene Papi i kralju objavio i postojanje još jednog templarskog reda zvanog Societas Templarum (društvo templara)[nedostaje izvor]. Papa Klement V. je bio marioneta Filipa IV. Međutim, iste godine kada je ukinut Templarski Red, dao je sastaviti tajni dokument koji govori kako nikada nije nađeno nikakvih dokaza protiv čelnika Templarskog Reda.

## Vanjske poveznice
- Jacques Bernard de Molay Hrvatska enciklopedija
- Jacques Bernard de Molay Proleksis enciklopedija
- Jacques de Molai - Catholic Encyclopedia